# Monbazillac (vino)

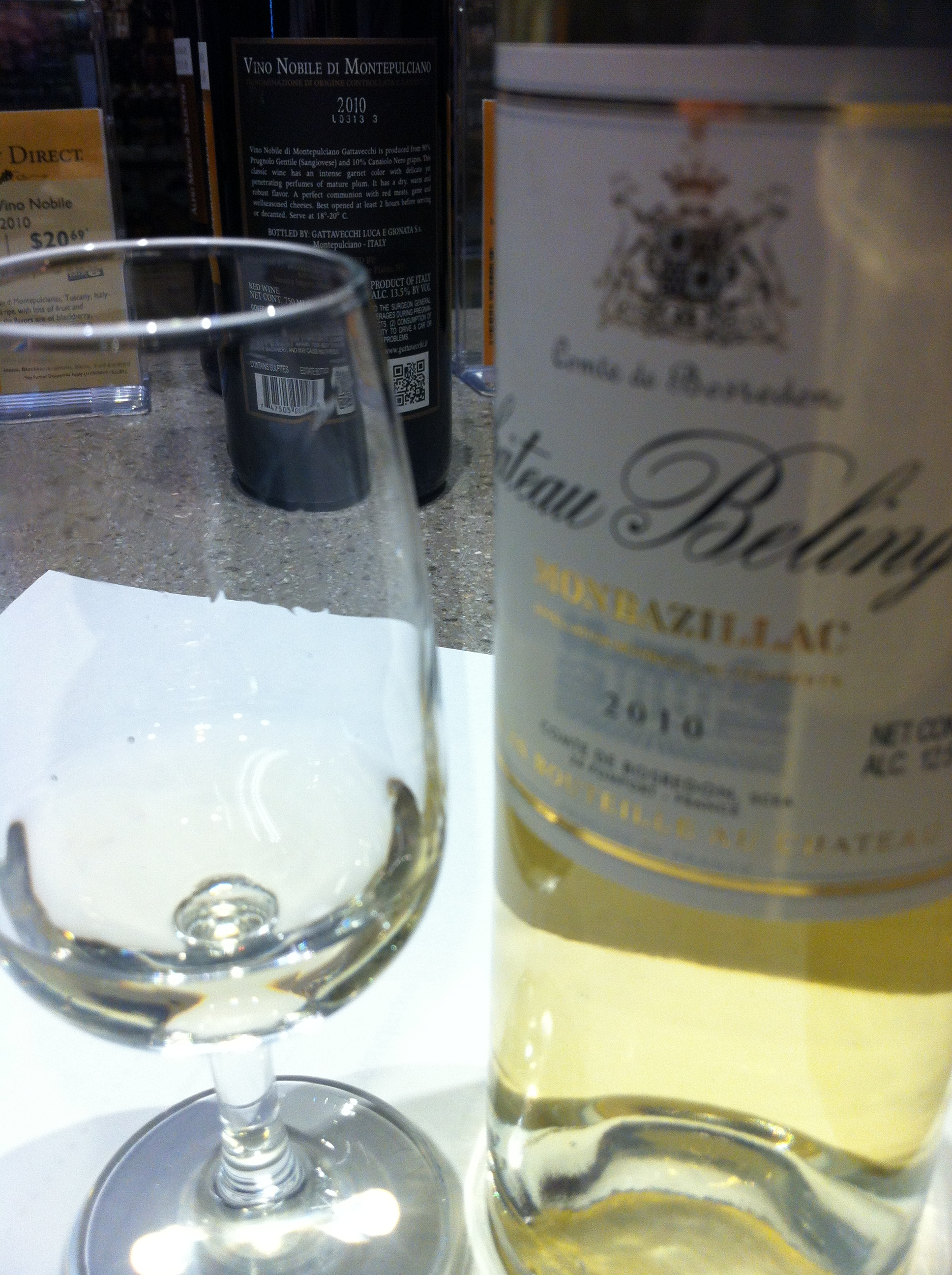
Fotografía del vino Monbazillac

Monbazillac es un vino blanco dulce producido en la comuna de Monbazillac en el margen izquierdo del Río Dordoña alrededor de la ciudad de Bergerac en el sudoeste de Francia.
El AOC de Monbazillac fue establecido por primera vez en 1936. Solo el vino hecho de uvas cultivadas en Monbazillac, afectadas por podredumbre noble (Botrytis cinerea) puede portar el AOC de Monbazillac. Específicamente, son las uvas de Sémillon, Sauvignon Blanc y Muscadelle las usadas en la producción de este vino.